# Stella Artois World Draught Master
De Stella Artois World Draught Master is een jaarlijks wedstrijd bier tappen die door Anheuser-Busch InBev wordt georganiseerd. De wedstrijd wordt officieus het wereldkampioenschap biertappen genoemd.

## Wedstrijd
Tijdens deze wedstrijd moeten de deelnemers de perfecte pils tappen en worden ze op 9 verschillende handelingen gequoteerd.
In de deelnemende landen wordt een nationale "Stella Artois Draught Master" gehouden en de nationale winnaars nemen het daarna tegen elkaar op.

## Lijst van winnaars[2]
| Nr | jaar | datum      | plaats       | aantal deelnemende landen | Goud                                                  | Zilver                             | Brons                           | publieksprijs            |
| -- | ---- | ---------- | ------------ | ------------------------- | ----------------------------------------------------- | ---------------------------------- | ------------------------------- | ------------------------ |
| 1  | 1997 |            |              |                           | Zafira Renteria Italië                                | Tommy Goukens België               |                                 |                          |
| 2  | 1998 |            |              |                           | Tommy Goukens België                                  | Nicole Chiesa Italië               |                                 |                          |
| 3  | 1999 | 21 oktober | Brussel      |                           | Chris Adriaensen België                               | Peggy Morchoisne Frankrijk         |                                 | Krisztina Fakó Hongarije |
| 4  | 2000 |            |              |                           | Michele Tatoli België                                 | Karly Backer USA                   |                                 |                          |
| 5  | 2001 | 18 oktober | Brussel      | 16                        | Xavier Bellens België                                 | William Pauletti Italië            | Sergey Bychkov Rusland          |                          |
| 6  | 2002 | 24 oktober | Brussel      | 18                        | Simon McGregor Nieuw-Zeeland                          | Rory Donkin Australië              | Meghan McGuire Canada           |                          |
| 7  | 2003 |            |              |                           | Kerrie-Ann Watts Australië                            |                                    |                                 |                          |
| 8  | 2004 | 28 oktober | Brussel      | 25                        | Bart DEPLOEY België                                   | Karissa VASIL USA                  | Neil SITKA Canada               |                          |
| 9  | 2005 | 28 oktober | Brussel      | 27                        | Jessica WALTZ USA                                     | Michel DENAYER België              | Irwin PANG Singapore            |                          |
| 10 | 2006 | november   | Leuven       | 26                        | Michaela Joita Roemenië                               | Ruslan Skoropud Oekraïne           | Natasja Villette België         |                          |
| 11 | 2007 | 6 november | Leuven       | 24                        | Erin Carroll Nieuw-Zeeland                            | Mozhalov Denys Oekraïne            | Kate Gow Australië              |                          |
| 12 | 2008 | 29 oktober | Leuven       | 34                        | Tommy Goukens België                                  | Claire Dong China                  | Volodymyr Vavryk Oekraïne       |                          |
| 13 | 2009 | 30 oktober | New York     | 26                        | Avril Maxwell Nieuw-Zeeland                           | Joe Oppedisano Canada              | Alexey Shtukarev Rusland        |                          |
| 14 | 2010 |            | Londen       | 25                        | Chris Myers USA                                       | Siobhan Kathleen Mullins Australië | Keith Cuveele België            |                          |
| 15 | 2011 | 27 oktober | Buenos Aires | 25                        | Nanda Nkumar Sethy Verenigde Arabische Emiraten Dubai | Binod Kharel Hongkong              | Stocia Simona Nicoleta Roemenië |                          |
| 16 | 2012 | 26 oktober | Montreal     | 21                        | Allaine Schaiko België                                | Charles Mudd Australië             |                                 |                          |
| 18 | 2014 | 17 mei     | Cannes       |                           | Marjolein Geuens België                               | Nick Kirman Verenigd Koninkrijk    |                                 |                          |
| 19 | 2015 | 27 juni    | Wimbledon    | 21                        | Jan Vandenplas België                                 | Lori Wallace Nieuw-Zeeland         |                                 |                          |